# Гундел палачинка
Гундел палачинка је врста палачинке из Мађарске.

## Преглед
Прву Гундел палачинку креирао је и измислио Карољ Гундел, који је направио палачинку са млевеним орасима, сувим грожђем и пуњењем од рума, сервирану фламбирану у сосу од тамне чоколаде направљене од жуманца, павлаке и какаа. Оригинални рецепт је тајна. Ресторан Гундел својим гостима сервира 25.000 порција палачинки годишње. 

### Аустрија
Десерт је добро познат у аустријској кухињи. Ову палачинку понекад препоручују као палачинке од чоколаде и ораха или са орасима у Аустрији. Обично се служи са шлагом и обично не садржи суво грожђе. Хотел Сахер га представља на основу оригиналног рецепта, са карамелизованим орасима.

## Састојци
Преузето из књиге Hungarian Dessert Book:
Тесто за палачинку:
- 3 жуманца
- 2 јаја
- 250 грама брашна
- 200 мл млека
- газирана вода
- прстохват соли

Фил:
- 150 грама млевених ораха
- 80 грама шећера
- 200 мл воде
- изредана кора и сок од поморанџе

Сос:
- 100 грама чоколаде
- 100 мл слатке павлаке
- 30 мл тамног рума